# Station Le Mée
Station Le Mée is een spoorwegstation aan de spoorlijn Paris-Lyon - Marseille-Saint-Charles. Het ligt in de Franse gemeente Le Mée-sur-Seine in het departement Seine-et-Marne (Île-de-France).

## Geschiedenis
Het station is in 1955 geopend. Op 1 december 1981 is het station op een andere locatie heropend.

## Ligging
Het station ligt op kilometerpunt 41,322 van de spoorlijn Paris-Lyon - Marseille-Saint-Charles. Voor 1 december 1981 lag het station op kilometerpunt 42,328.

## Diensten
Het station wordt aangedaan door verschillende treinen van de RER D:
- Tussen Creil/Orry-la-Ville - Coye en Melun
- Tussen Paris Gare de Lyon en Melun

## Vorige en volgende stations
| Richting                         | Vorig station | Lijn  | Volgend station | Richting |
| -------------------------------- | ------------- | ----- | --------------- | -------- |
| Creil D3 Orry-la-Ville - Coye D1 | Cesson        | RER D | Melun           | Melun D2 |
| Paris Gare de Lyon               | Cesson        | RER D | Melun           | Melun D2 |